# Danger Doom
Danger Doom (с англ — «опасность смерти») — британо-американская хип-хоп супергуппа, созданная репером MF Doom и диджеем Danger Mouse в 2004 году. Дебютный альбом The Mouse and the Mask вышел 10 октября 2005 года на лейбле канала Adult Swim.30 мая 2006 года для бесплатного скачивания на сайте Adult Swim вышел EP Occult Hymn. Как и в предыдущих работах Думилье, здесь были использованы сэмплы из мультипликаций. В альбоме использованы фрагменты из мультфильмов, идущих на Adult Swim.

## История
Danger Mouse и MF Doom ранее сотрудничали над треком «Social Distortion» р’пера Prince Po, ремиксом на песню Somersault группы Zero 7 и треком November has come из альбома Demon Days группы Gorillaz.
Дебютный альбом The mouse and the mask вышел 10 октября 2005 года на лейблах Lex Records и Epitaph.
30 мая 2006 года на сайте Adult Swim для бесплатного скачивания стал доступен EP Occult Hymn. Название релиза является отсылкой к строчке из песни ATHF из дебютного альбома, а также название рифмуется с названием канала.
После временного распада дуэта в 2006 году, Дум заявил, что надеется на второй альбом супергруппы Danger Doom, в котором Думилье «будет читать рэп с точки зрения мультфильмов и их голосами, а не просто создавать истории вокруг них». Музыканты планировали соединиться в 2008 году, но по каким-то причинам это сделать не получилось.
В 2017 году лейбл Metalface Records группы Doom переиздал альбом The Mouse and the Mask с ранее не издававшимся треком Mad Nice.
После смерти MF Doom в 2020 году Danger Mouse включил неизданный трек «Belize», в котором участвовал Doom, в свой альбом 2022 года Cheat Codes.

## Дискография

### Студийные альбомыd
- The Mouse and the Mask (2005)

### EP
- Occult Hymn (2006)